# Bertha Townsend
Bertha Louise Townsend Toulmin (Filadélfia, 7 de março de 1869 - 12 de maio de 1909) foi uma tenista amadora estadunidense. 